# Andreas Stenschke

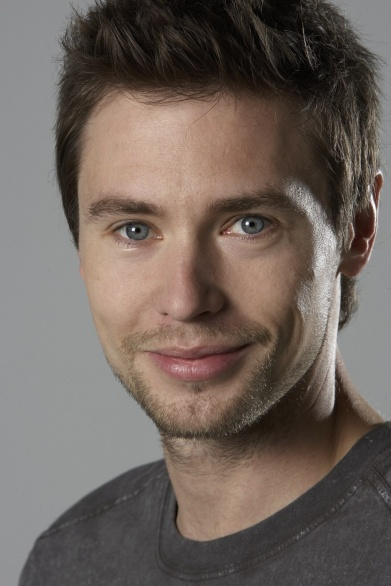
Andreas Stenschke (2008)

Andreas Stenschke (* 26. Juli 1975 in Köln) ist ein deutscher Creative Producer (TV), Regisseur, ausgebildeter Online Marketing Manager und ehemaliger Schauspieler.

## Leben
Er wurde bekannt durch die Rolle des Ulrich „Ulli“ Prozeski in der ARD-Seifenoper Verbotene Liebe, die er vom 21. Mai 1997 bis zum 11. September 2000 in 330 Folgen verkörperte.  Von 4. März 2001 bis 24. Februar 2008 war er 133 Folgen lang als Ben Merker in der WDR-Weekly Die Anrheiner zu sehen. Vom 27. März bis 17. April 2001 übernahm er für weitere elf Folgen von Verbotene Liebe sowie auch für das 10 Jahre Jubiläum Spezial am 17. Januar 2005 die Rolle des „Ulli Prozeski“.
Parallel zu seinen Dreharbeiten in Köln studierte er von 2001 bis 2006 Regie an der Filmakademie Baden-Württemberg in Ludwigsburg und machte dort im März 2006 sein Diplom im Bereich Regie/Serienproducing. Seitdem arbeitet er als Regisseur für verschiedene Produktionen. Von 2019 bis 2021 war er als Creative Producer für die tägliche RTL-Serie Alles was zählt zuständig.
Von 2009 bis 2022 war er für zahlreiche Folgen der RTL-Serie Alles was zählt als Regisseur tätig. Seit 2011 inszenierte er darüber hinaus Folgen des WDR Formates „Ein Fall für die Anrheiner“. Er arbeitete auch als Realisator für diverse weitere Formate aus dem Dokutainment-Bereich.
2022 und 2023 bildete er sich im Bereich Online Marketing weiter und entwickelte ein Lernbuch für Kinder.